# Тельмана
Тельмана (рос. Тельмана) — місто у Тосненському районі Ленінградської області Російської Федерації.
Населення становить 13 108 осіб (2017). Належить до муніципального утворення Тельманівське міське поселення.

## Історія
Населений пункт розташований на історичній землі Іжорія.
Згідно із законом від 22 грудня 2004 року № 116-оз належить до муніципального утворення Тельмановське сільське поселення.
З 26 травня 2024 року віднесене до категорії міст.

## Населення
| 1838  | 1862    | 1885 | 1990  | 1997  | 2002  | 2007  |
| ----- | ------- | ---- | ----- | ----- | ----- | ----- |
| 574   | ↘401    | ↗554 | ↗4780 | ↗5127 | ↗5807 | ↘5466 |
| 2010  | 2017    |      |       |       |       |       |
| ↗8757 | ↗13 108 |      |       |       |       |       |